# Rastdorf
Rastdorf là một đô thị thuộc huyện Emsland, trong bang Niedersachsen, Đức. Đô thị này có diện tích 26,33 km².